# Above & Beyond
Above & Beyond é uma banda inglesa de trance formada pelos DJs Jono Grant, Tony McGuinness e Paavo Siljamäki. O grupo foi formado em 2000, quando Tony fez uma proposta aos outros dois membros para colaborarem em uma remix do projeto Chakra.
Desde então, a ascensão do grupo foi meteórica, o que os levou a trabalhar com remixes para Madonna, Britney Spears e Radiohead. 
Então produtores, passaram a serem DJ's após 2002, e fundaram seu próprio programa de rádio, chamado Trance Around the World, que durou até novembro de 2012 (episódio 450), onde a partir daí foi substituído pelo seu atual programa de rádio Group Therapy.
Atualmente, ocupam o posto #22 do Top 100 DJ's da revista DJ Magazine.

Também possuem sua própria gravadora, chamada Anjunabeats, fundada em 2000 e que até então era o nome do grupo e foi fundada por Jono e Paavo. Posteriormente, mudaram para Above & Beyond após a entrada de Tony. Em 2005, fundaram a sub-label Anjunadeep.

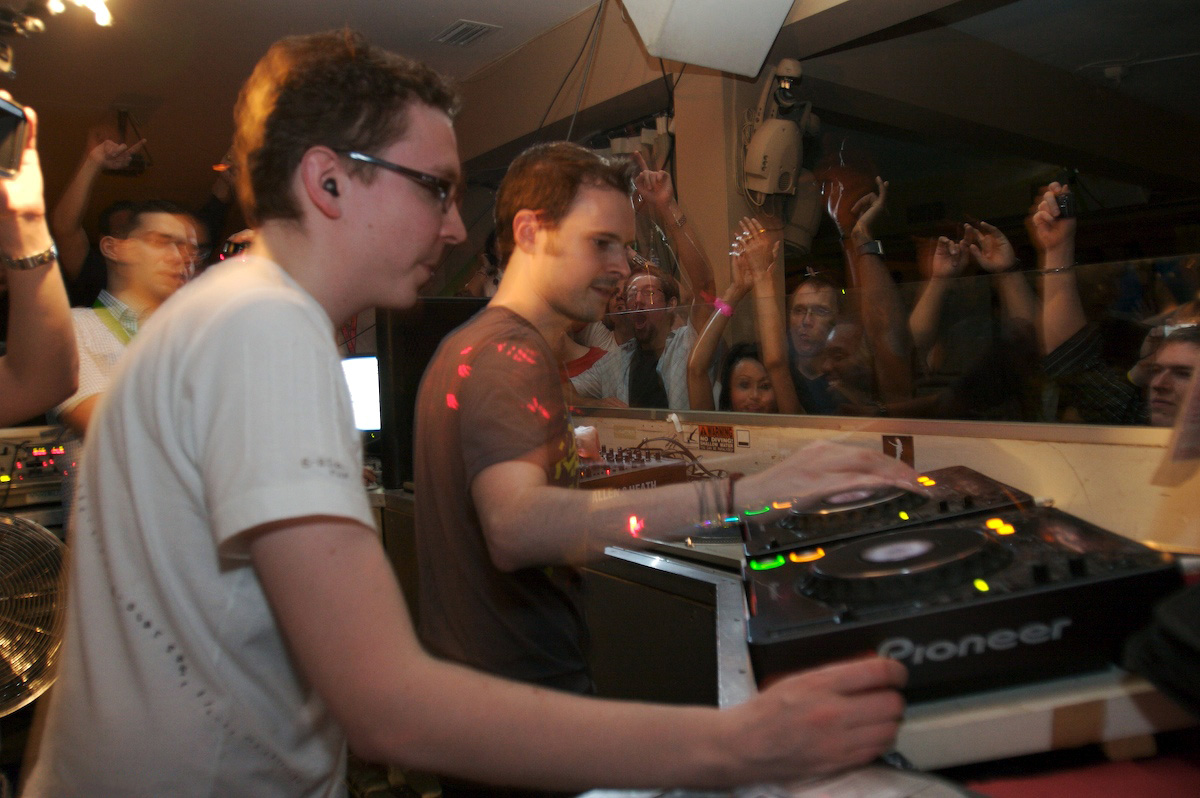
Paavo Siljamäki e Jono Grant em concerto, 2007

## OceanLab
De 2000 a 2010, o Above & Beyond também fizeram parte do projeto OceanLab com a vocalista Justine Suissa. Sob esse nome, lançaram 4 singles sem álbum dentre eles Satellite, que chegou ao número 19 nas paradas britânicas.
Em 2008 lançaram o álbum de estreia do OceanLab, Sirens of the Sea. Em 2010 lançaram o mash-up On a Good Day (Metropolis) (com Gareth Emery) marcando o último lançamento do OceanLab. Em 2014, Tony McGuinnes e Paavo Siljamäki, por uma seção de Perguntas e Respostas no Reddit, afirmaram que o OceanLab não existia mais, e as colaborações com Justine Suissa continuariam através do nome Above & Beyond & Justine Suissa.
No entanto, em 2016 lançaram o single Another Chance sob o nome de OceanLab. No seu mais recente álbum, Common Ground, Justine Suissa teve 3 músicas inéditas todas creditadas como Above & Beyond feat. Justine Suissa. Atualmente o lançamento mais recente do quarteto é Almost Home, de 2021.

## Discografia

### Álbuns de estúdio
- 2006 — Tri-State
- 2008 — Sirens of the Sea (Sob o nome de Above & Beyond pres. OceanLab)
- 2011 — Group Therapy
- 2015 — We Are All We Need
- 2018 — Common Ground

### Álbuns de música ambiente
- 2019 — Flow State
- 2020 — Flow State: Meditations
- 2021 — Flow State: Healing With Nature

### Álbuns acústicos
- 2014 — Acoustic
- 2016 — Acoustic II

### DJ mixes
Anjunabeats
- 2003 — Anjunabeats Volume One
- 2004 — Anjunabeats Volume Two
- 2005 — Anjunabeats Volume Three
- 2006 — Anjunabeats Volume Four
- 2007 — Anjunabeats Volume Five
- 2008 — Anjunabeats Volume Six
- 2008 — Anjunabeats 100 + From Goa To Rio
- 2009 — Anjunabeats Volume 7
- 2010 — Anjunabeats Volume 8
- 2011 — 10 Years Of Anjunabeats
- 2011 — Anjunabeats Volume 9
- 2013 — Anjunabeats Volume 10
- 2014 — Anjunabeats Volume 11
- 2015 — Anjunabeats Volume 12
- 2017 — Anjunabeats Volume 13
- 2019 — Anjunabeats Volume 14
- 2020 — Anjunabeats Volume 15
- 2022 — Anjunabeats Volume 16

Anjunadeep
- 2009 – Anjunadeep:01 (Mixed by Above & Beyond)

Não-Anjunabeats
- 2004 – Laser-Kissed Trance (Mixmag)
- 2009 – Trance Nation (Ministry of Sound)
- 2010 – AX Music Series Volume 15 - Mixed by Above & Beyond: Utopia (Armani Exchange Music Series)
- 2011 – Cream Ibiza Sunrise (Mixmag)
- 2012 – Cream Ibiza (New State Music)
- 2012 – United Colours of Anjunabeats (Mixmag)

### Singles
| as Above & Beyond - 2002 – "Far From In Love" - 2004 – "No One On Earth" (Feat. Zoë Johnston) - 2005 – "Air For Life" (With Andy Moor) - 2006 – "Alone Tonight" (Feat. Richard Bedford) - 2006 – "Can't Sleep"(Feat. Ashley Tomberlin) - 2007 – "Good For Me" (Feat. Zoë Johnston) - 2007 – "Home" (Feat. Hannah Thomas) - 2009 – "Anjunabeach" - 2010 – "Anphonic" (With Kyau & Albert) - 2011 – "Sun & Moon" (Feat. Richard Bedford) (UK #71) - 2011 – "Thing Called Love" (Feat. Richard Bedford) - 2011 – "You Got To Go" (Feat. Zoë Johnston) - 2011 – "Sea Lo Que Sea Será" (Feat. Miguel Bosé) - 2011 – "Formula Rossa" - 2011 – "Every Little Beat" (Feat. Richard Bedford) - 2012 – "Small Moments" - 2012 – "Love Is Not Enough" (Feat. Zoë Johnston) - 2012 – "On My Way To Heaven" (Feat. Richard Bedford) - 2012 – "Alchemy" (Feat. Zoë Johnston) - 2012 – "Tokyo" - 2012 – "Black Room Boy" (Feat. Tony McGuiness and Richard Bedford) - 2013 – "Walter White" - 2013 – "Mariana Trench" - 2014 – "Hello" - 2014 – "Sticky Fingers" (Feat. Alex Vargas) - 2014 - "You Got To Believe" (vs. Arty) (Feat. Zoë Johnston) - 2014 – "Blue Sky Action" (Feat. Alex Vargas) - 2014 – "We're All We Need" (Feat. Zoë Johnston) as Above & Beyond Presents OceanLab - 2001 – "Clear Blue Water" - 2002 – "Sky Falls Down" - 2003 – "Beautiful Together" - 2004 – "Satellite" - 2008 – "Sirens Of The Sea" - 2008 – "Miracle" - 2008 – "Breaking Ties" - 2009 – "On A Good Day" - 2009 – "Lonely Girl" - 2010 – "If I Could Fly On The Surface" - 2010 – "On A Good Day (Metropolis)" | as Anjunabeats - 2000 – "Volume One" as Above & Beyond Presents Tranquility Base - 2001 – "Razorfish" - 2004 – "Surrender" - 2005 – "Getting Away" - 2007 – "Oceanic" - 2008 – "Buzz" - 2009 – "Buzz (Buzztalk Mix)" as Dirt Devils - 2000 – "Disco Fans" - 2000 – "The Drill" - 2003 – "Music Is Life" as Free State - 2000 – "Different Ways" - 2001 – "Release" as Rollerball - 2003 – "Albinoni" as Tongue of God - 2001 – "Tongue of God" as Zed-X - 2003 – "The Storm" |

### Mixes e remixes
| as Above & Beyond - 2000 – Chakra - Home (Above & Beyond Mix) - 2000 – Aurora - Ordinary World (Above & Beyond Remix) - 2000 – Fragma - Everytime You Need Me (Above & Beyond Remix) - 2000 – Adamski - In The City (Above & Beyond Mix) - 2001 – OceanLab - "Clear Blue Water (Above and Beyond Progressive Mix)" - 2001 – Tranquility Base - "Razorfish (Above & Beyond Bangin Mix)" - 2001 – Armin van Buuren presents Perpetuous Dreamer - The Sound Of Goodbye (Above & Beyond Remix) - 2001 – Anjunabeats - Volume One (Above & Beyond Remix) - 2001 – Ayumi Hamasaki - M (Above & Beyond Vocal Dub Mix) / (Instrumental Mix) / (Typhoon Dub Mix) / (Vocal Mix) - 2001 – The Mystery - Mystery (Above & Beyond Remix) - 2001 – Three Drives On A Vinyl - Sunset On Ibiza (Above & Beyond Remix) - 2001 – Dario G - Dream To Me (Above & Beyond Mix) - 2001 – Delerium - Underwater (Above & Beyond's 21st Century Mix) - 2001 – Madonna - What It Feels Like For A Girl (Above & Beyond 12" Club Mix) / (Radio Edit) - 2002 – Catch - Walk On Water (Above & Beyond Remix) / (Instrumental Mix) - 2002 – Every Little Thing - Face The Change (Dirt Devils vs. Above & Beyond Remix) - 2002 – Vivian Green - Emotional Rollercoaster (Above & Beyond Mix) - 2003 – Billie Ray Martin - Honey (Above & Beyond Club Mix) / (Dub Mix) / (Radio Edit) - 2003 – Rollerball - Albinoni (Above & Beyond Remix) - 2003 – Motorcycle - As The Rush Comes (Above & Beyond's Dynaglide Mix) - 2003 – Tomcraft - Loneliness (Above & Beyond Remix) - 2003 – Exile - Your Eyes Only (Aimai Naboku Rinkan) (Above & Beyond Mix) - 2003 – Matt Hardwick vs. Smith & Pledger - Day One (Above & Beyond's Big Room Mix) - 2003 – Rusch & Murray - Epic (Above & Beyond Remix) - 2003 – Madonna - Nobody Knows Me (Above & Beyond 12" Mix) - 2003 – OceanLab - Satellite (Original Above & Beyond Mix) - 2004 – Britney Spears - Everytime (Above & Beyond Club Mix) / (Radio Edit) - 2004 – Chakra - I Am (Above & Beyond Mix) - 2004 – Dido - Sand In My Shoes (Above & Beyond's UV Mix) - 2004 – Delerium - Silence (Above & Beyond's 21st Century Remix) - 2005 – Ferry Corsten & Shelley Harland - Holding On (Above & Beyond Remix) - 2006 – Cara Dillon vs. 2Devine - Black Is The Colour (Above & Beyond's Divine Intervention Remix) - 2007 – Adam Nickey - Never Gone (Original Mix) (Above & Beyond Respray) - 2007 – DT8 Project - Destination (Above & Beyond Remix) - 2007 – Purple Mood - One Night In Tokyo (Above & Beyond Remix) - 2008 – Radiohead - Reckoner (Above & Beyond Remix) - 2008 – OceanLab - Sirens Of The Sea (Above & Beyond Club Mix) - 2008 – OceanLab - Miracle (Above & Beyond Club Mix) - 2009 – Dirty Vegas - Tonight (Above & Beyond Remix) - 2010 – Miguel Bose - Por Ti (Above & Beyond Remix) - 2012 – Kaskade Feat. Skylar Grey - Room For Happiness (Above & Beyond Club Mix) - 2013 – Delerium - Underwater (Above & Beyond vs. Myon & Shane54 Remix) - 2013 – New Order - Blue Monday (Above & Beyond Remix) - 2013 – Ilan Bluestone & Jerome Isma-Ae - Under My Skin (Above & Beyond's 80s Revival Rework) - 2014 – Faithless - Salva Mea (Above & Beyond Remix) | as Dirt Devils - 2000 – Free State - Different Ways (Dirt Devils Remix) - 2000 – The Croydon Dub Heads - Your Lying (Dirt Devils Remix) - 2001 – Free State - Release (Dirt Devils Rumpus Dub) - 2001 – Anjunabeats - Volume One (Free State vs. Dirt Devils Remix) - 2002 – Modulation - Darkstar (Dirt Devils Remix) - 2002 – Every Little Thing - Face The Change (Dirt Devils vs. Above & Beyond Remix) - 2002 – Day After Tomorrow - Faraway (Dirt Devils 12" Mix) / (Instrumental) - 2002 – Matt Cassar presents Most Wanted - Seven Days And One Week (Dirt Devils Mix) - 2002 – Future Breeze - Temple Of Dreams (Dirt Devils Remix) - 2003 – Ayumi Hamasaki - Voyage (Dirt Devils Remix) as Free State - 2000 – 4 Strings - Day Time (Free State Vocal Mix) - 2000 – Icebreaker International Port of Yokohama (The Free State YFZ Mix) - 2000 – The Croydon Dub Heads - Your Lying (Free State Remix) - 2001 – Anjunabeats - Volume One (Free State vs. Dirt Devils Remix) as "OceanLab" - 2001 – Teaser - When Love Breaks Down (OceanLab Mix) - 2002 – Ascension - For a Lifetime (OceanLab Remix) |